# Chester Wilmot
Reginald William Winchester Wilmot (* 21. Juni 1911 in Brighton, Australien; † 10. Januar 1954 über dem Mittelmeer) war ein australischer Kriegsberichterstatter, der während des Zweiten Weltkrieges für die BBC und die Australian Broadcasting Corporation berichtete. Nach dem Krieg schrieb er ein umfassend recherchiertes Buch über die Befreiung Europas. Wilmot starb bei einem Flugzeugabsturz.

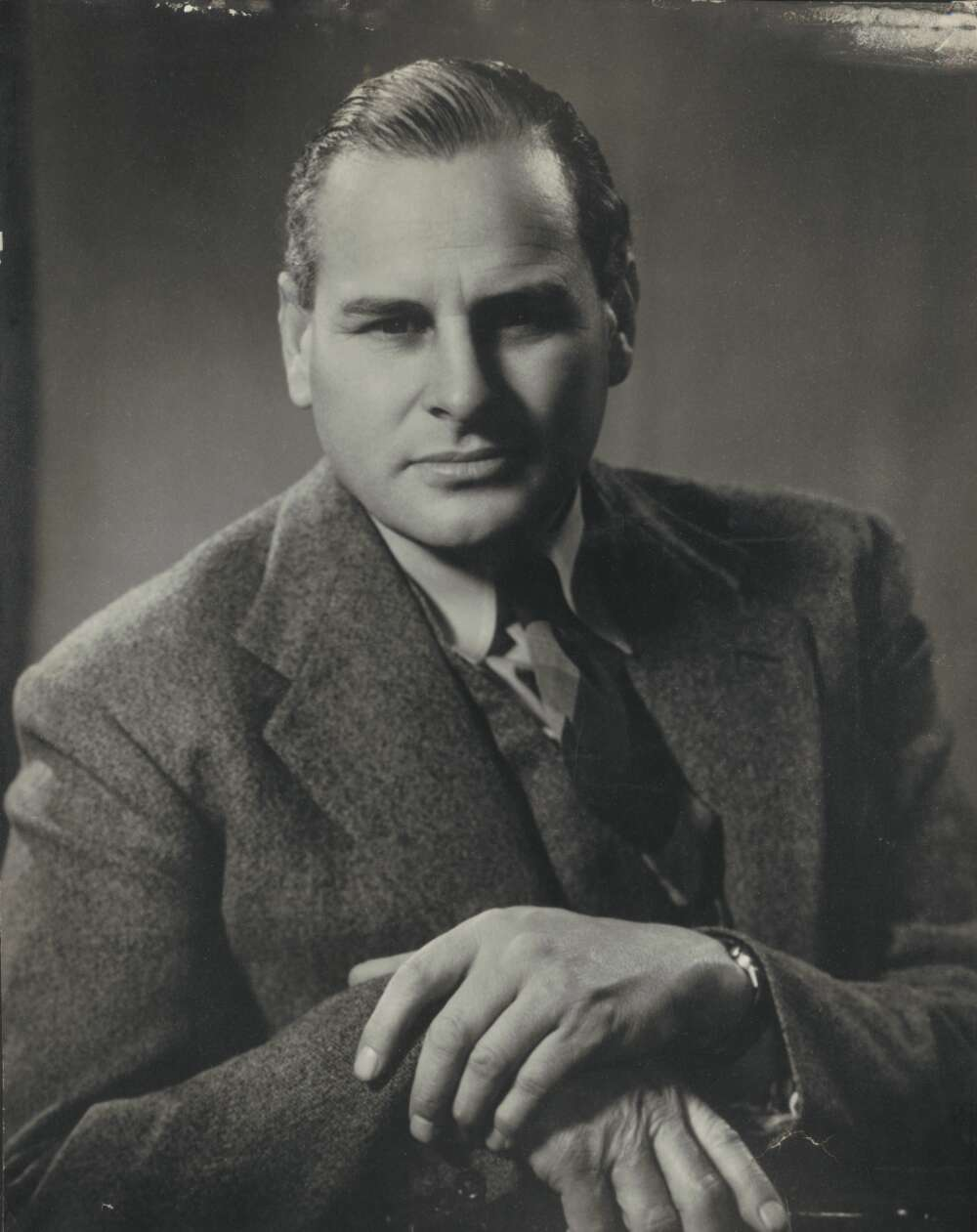
Chester Wilmot, 1911–1954

## Berufsleben
Chester Wilmot besuchte die Grammar School in Melbourne, anschließend das Trinity-College der Universität Melbourne und erwarb den akademischen Grad eines Bachelor of Arts und eines Bachelor of Law. Als Leiter eines Studententeams reiste er 1937–1939 fast durch die ganze Welt.
Wilmot stellte sich nach Beginn des Zweiten Weltkrieges der Australischen Rundfunkorganisation als Kriegsberichterstatter für den Mittleren Osten und Neuguinea zur Verfügung (1940–1942). Er berichtete aus Nordafrika, Griechenland und Syrien. 1941 nahm an der Schlacht von Tobruk, der Operation Crusader teil und berichtete danach vom pazifischen Kriegsschauplatz. Dabei legte er sich mit einem ihm inkompetent erscheinenden General an und verlor seine Akkreditierung. Im Jahre 1943 produzierte Wilmot den Dokumentar-Film „Sons of the Anzacs“. 1944 begleitete er als Korrespondent der BBC während der Operation Overlord die 6. Britische Luftlandedivision in die Normandie und war mit den britischen und amerikanischen Truppen während oder kurz nach den Kampfhandlungen unterwegs. Er berichtete bis 1945 vom westlichen Kriegsschauplatz und vertrat die BBC als Spezialkorrespondent während des Hauptkriegsverbrecherprozesses in Nürnberg (1945–46).
Im Jahre 1947 erhielt Wilmot von der australischen Regierung den Auftrag, die offizielle Kriegsgeschichte des Zweiten Weltkrieges, namentlich über die Kämpfe in Nordafrika und ab 1944 in Europa zu verfassen.

## StandardwerkDer Kampf um Europa
Im Vorwort zur deutschen Ausgabe von Struggle of Europe beschreibt Wilmot seine Kompetenz in der Nachweisführung der Kriegshandlungen und seine Position als wissenschaftlicher Historiker:
„Bei der Darstellung dieses Feldzuges und seiner strategischen wie politischen Hintergründe war ich bemüht, die Geschehnisse sowohl auf der interalliierten als auch auf der deutschen Seite aufzuzeichnen und ineinanderzuweben, so daß der Leser jedem Zug und Gegenzug in den Kanzleien und Hauptquartieren wie jeder Bewegung und Gegenbewegung auf den Schlachtfeldern folgen kann und so ein wesentliches und, wie ich hoffe, ausgeglichenes Gesamtbild gewinnt.“
„Bei Kriegsende fielen die Dokumente der deutschen Regierung und der Wehrmacht zum größten Teil den Verbündeten in die Hände. Ich war in der günstigen Lage, die wichtigsten dieser Papiere heranziehen und überdies durch mündliche und schriftliche Bekundungen vieler führender Kommandeure und der höheren Stabsoffiziere der Wehrmacht ergänzen zu können.“
Quellenbeschaffung im Krieg
Chester Wilmot befragte u. a. folgende Kommandeure persönlich oder erhielt die Befragungsprotokolle:
(Die Angaben beziehen sich nur auf den Zeitraum der Ausbruchskämpfe aus dem Landekopf der Normandie im Juli und August 1944.
In Klammern die Seitenzahlen der deutschen Ausgabe)
- Günther Blumentritt, Stabschefs der Heeresgruppe B und des Oberkommando West über Generalfeldmarschall Günther v. Kluge
unter anderem zur Reaktion v. Kluges auf das Attentat vom 20. Juli 1944. (397)
- Fritz Bayerlein, Kommandeur der Panzer-Lehrdivision: „Befragung durch die amerikanische Armee.“ (413)

Wilmot: „Am 28. Juli zählte ich an der Straße nach St. Gilles 19 Panzer Bayerleins, die von Bomben zerschlagen oder verlassen worden waren. In St. Gilles standen weitere 3. Allein in diesem Abschnitt verlor die Panzer-Lehrdivision die Hälfte der einsatzfähigen Panzer, über die sie zu Tagesbeginn verfügt hatte.“ (Anm. 2, S. 413)
- Walter Warlimont, General, Stellvertretender Chef des Wehrmachtführungsstabes in v. Kluges Hauptquartier. (423)
- Schalck, Kommandeur der 272. Infanterie-Division über Ausspruch von Sepp Dietrich zum 20. Juli (Attentat) (441)
- Heinrich Eberbach, General, Protokoll der Befragung durch die britische Armee. (454)

Dokumente u. a.:
- Telefontagebuch der 7. Armee – zitiert u. a.: 6. August 1944, 22.00 Uhr (424) und 8. August 1944, 18.45 Uhr (426)
- Dokumentensammlung v. Tempelhoff, z. B.: Fernschreiben v. Kluge an Jodl, 10. und 11. August 1944. (439)
- Erbeutete Operationsbefehle, z. B. von Paul Hausser, General der Waffen-SS, datiert v. 18. August 1944.
- Bericht Nr. 2 der Operations-Forschungsabteilung der Alliierten Armeen zum Kessel von Falaise. (448)

Quellenbeschaffung nach dem Krieg
Wilmot, der für die B.B.C. den wichtigsten Sitzungen des Nürnberger Prozesses beiwohnte, merkt im Anhang B seines Buches an, dass die Aufarbeitung der Dokumente der deutschen Regierung und des Militärs „sich wahrscheinlich um Jahre verzögert (hätten), wenn nicht dahinter die Notwendigkeit gestanden hätte, zu dem Prozeß gegen die Hauptkriegsverbrecher, der im November 1945 in Nürnberg begann, Beweismaterial zusammenzutragen.“ Alle (auch die im Prozess nicht vorgelegten) Dokumente wurden anschließend von der Druckerei der Regierung der Vereinigten Staaten veröffentlicht. 1947 wurden auch die „Führer-Marine-Besprechungen“ (mit Karl Dönitz) herausgegeben. Bei der Gefangennahme der Regierung Dönitz am 23. Mai 1945 übergab Speer persönlich Wilmot seine Aktensammlung. „… im Winter 1945–1946, konnte ich, dank der Unterstützung durch General Eisenhower und Feldmarschall Montgomery, unbehindert durch die amerikanische und die britische Besatzungszone reisen, die Offiziere der in Betracht kommenden Einheiten und Verbände befragen und meine Aufzeichnungen nachprüfen.“
Abschließend schreibt dazu Wilmot: „Fast jede Seite meines Buches zeugt von der großzügigen und wertvollen Hilfe, die mir so zuteil geworden ist.“
Wilmots über 800 Seiten starkes Werk erschien 1952 in England unter dem Titel Struggle for Europe, die erste deutschsprachige Ausgabe 1955 in Zürich.
Durch den Zugang zu den nach den Prozessen von Nürnberg schon bald umfassend vorliegenden Dokumenten der deutschen Seite und seinen guten Beziehungen bis zu den höchsten Kommandostellen der Westalliierten, besaß Wilmot die Grundlage für eine fast lückenlose Beschreibung der Vorgänge auf den westlichen Kriegsschauplätzen mit einem ausführlichen Überblick seit 1940 und im Schwerpunkt mit Planung, Vorbereitung und Ausführung der Invasion in der Normandie im Juni 1944 bis zum Kriegsende 1945. Wilmots „Materiallage“ ermöglichte es ihm auch, ins einzelne gehende Darstellungen der Kriegswirtschaft beider Seiten und das Für und Wider strategischer Aspekte, etwa des Gegensatzes in den Vorstellungen Eisenhowers und Montgomerys zu analysieren.
Die einzigartige Quellenlage, über die Wilmot verfügte – Liddell Hart und E. T. Williams, Montgomerys Nachrichtenchef, arbeiteten ihm zu – macht sein Werk, das in Deutschland weitgehend unbekannt blieb, nicht nur zur grundlegenden ‚Materialsammlung‘, – es bildet auch heute noch in seiner Analyse eine Grundlage für die Bewertungen des Kampfes um Europa.
In England würdigte man sein Werk: „The Struggle for Europe“. Als es im Jahr 1952 erschien, erhielt es wohlwollende Kritiken und ist bei Militärhistorikern geschätzt. John Keegan schrieb: „Wilmot effectively invented the modern method of writing contemporary military history.“ („Wilmot erfand quasi die moderne Methode, zeitgenössische Militärgeschichte zu schreiben.“)
Nach der Zürcher Ausgabe von 1955 folgten Veröffentlichungen in Deutschland 1957 und 1963.

## Tod
Wilmot kam am 10. Januar 1954 bei einem Flugzeugabsturz ums Leben. Er war an Bord einer de Havilland DH.106 Comet, die auf dem Flug von Singapur nach London über dem Mittelmeer bei Elba abstürzte. Er hinterließ eine Frau und drei Kinder.